# Psaenythia solani
Psaenythia solani är en biart som beskrevs av Carlos Schrottky 1907. Psaenythia solani ingår i släktet Psaenythia och familjen grävbin. Inga underarter finns listade i Catalogue of Life.